# Славиште
Славиште је котлина у изворишту и средњем току Криве реке, леве притоке реке Пчиње у Северној Македонији. Грађена је од неорганских језерских и алувијалних седимената, па је због тога веома плодна.
Највеће насеље и привредно средиште је Крива Паланка.
Средњовековна жупа помиње се први пут 1321.. Средиште жупе је био је Градец. Ту је и задужбина локалних феудалаца манастир Псача. За турске владавине центар области постаје Крива Паланка.